# 宝永の大火
宝永の大火（ほうえいの たいか）とは、宝永5年3月8日（1708年4月28日）に、京都で発生した火災。

## 内容
午の下刻に油小路通三条上ルの銭屋市兵衛宅より出火、南西の風に煽られて被害が拡大し、禁裏御所・仙洞御所・女院御所・東宮御所が悉く炎上、九条家・鷹司家をはじめとする公家の邸宅、寺院・町屋など、西は油小路通・北は今出川通・東は河原町通・南は錦小路通に囲まれた上京を中心とした417ヶ町、10351軒、佛光寺や下鴨神社などの諸寺社などを焼いた。
火災後、「見渡せば京も田舎となりにけり芦の仮屋の春の夕暮」と書かれた落首が市中に貼られた（『元禄宝永珍話』）。火災後、一部の町及び民家が鴨川の東や内野などの郊外に移され、千本通の西側や鴨川の東側まで京都の市街が拡大され、現代に観念される歴史的街並みが形成される契機となった。たとえば、二条川東（元学区では新洞学区）はこの大火後に形成された町と寺院が集まる地域である。